# Ламот, Огюст Этьен Мари
Огюст Этьен Мари Гурле де Ламотт (фр. Auguste Etienne Marie Gourlez de Lamotte; 1772—1836) — французский военный деятель, дивизионный генерал (1814 год), барон (1808 год), участник революционных и наполеоновских войн. Имя генерала выбито на Триумфальной арке в Париже.

## Биография
Родился в семье доктора-регента Парижского медицинского факультета Жака Гурле де Ла Мотта (фр. Jacques Gourlez de La Motte) и его супруги Катрины Лефевр де Жири (фр. Catherine Antoinette Casimir Lefèbvre de Givry).
Начал военную службу капитаном 12-го гусарского полка в 1793 году. Выполнял функции адъютанта генерала Фрежвиля в Армии Восточных Пиренеев. В 1795 году был вынужден выйти в отставку из-за ранений. В 1798 году на дипломатической службе. В 1799 году вернулся к военной службе адъютантом в штабе Итальянской армии. Затем временный адъютант генерала Дебеля, ранен в сражении при Нови. 5 мая 1800 года временный капитан 12-го гусарского полка.
20 февраля 1801 года стал адъютантом генерала Удино. 17 апреля 1801 года получил звание командира эскадрона. Служил под началом Удино в составе легендарной сводной гренадерско-вольтижёрской дивизии. 16 ноября 1805 года вместе с генералом был ранен при Холлабрунне.
13 января 1806 года произведён в полковники, и возглавил 4-й драгунский полк, который входил в состав 1-й драгунской дивизии Клейна. Участвовал в Прусской и Польской кампаниях. 5 февраля 1807 года тяжело ранен при Деппене. 14 июня 1807 года снова ранен в генеральном сражении при Фридланде. Осенью 1808 года с дивизией переведён на Пиренейский полуостров.
21 марта 1809 года произведён в бригадные генералы, и 24 марта 1809 года возглавил бригаду драгун в Армии Германии. 1 июня 1809 года стал командиром 2-й бригады дивизии драгун генерала Бомона резервного корпуса Армии Германии. 13 августа 1809 года с дивизией переведён в 8-й армейский корпус Жюно.
7 декабря 1809 года 8-й корпус был направлен Императором в Испанию. 29 мая 1810 года возглавил бригаду драгунов в Армии Португалии. 24 июля 1810 года стал командиром бригады лёгкой кавалерии 6-го корпуса маршала Нея в Армии Португалии, сменив генерала Лорсе накануне осады Алмейды. Довольно быстро у Ламотта возник серьёзный конфликт с «Храбрейшим из храбрых». После неудачного боя при Фош-де-Аросе 15 марта 1811 года, Ламотт был освобождён от должности и заменён генералом Лорсе прямо на поле боя. Затем арестован и отправлен обратно во Францию Мармоном за халатность в службе. 3 марта 1812 года вышел в отставку. 11 июля 1812 года получил пенсию в 2000 франков. Предпринял много попыток, чтобы оправдать своё честное имя, и показать предвзятое отношение к нему маршала.
Смог вернуться к активной службе 13 марта 1813 года. 16 марта был приписан к 3-му кавалерийскому корпусу. 8 августа назначен командиром 1-й бригады 6-й дивизии тяжёлой кавалерии генерала Мийо. Участвовал в битве народов. В кампании 1814 года на территории Франции участвовал в битвах 1 февраля при Ла-Ротьере и 26 марта при Сен-Дизье. За последнее сражение награждён комманданским крестом ордена Почётного легиона.
11 апреля 1814 года произведён в дивизионные генералы. С 1 сентября 1814 года без служебного назначения. Уволен из армии указом от 22 апреля 1815 года по обвинению в желании передать Байонну испанцам. С 11 сентября 1815 года занимался роспуском кавалерии. С 1 февраля 1816 года снова без служебного назначения. 7 февраля 18131 года зачислен в резерв Генерального штаба.
Женился 2 ноября 1815 года в Париже на Лоре Деклерк (фр. Pétronile Rosalie Laure Declerck; 1794—1859), от которой имел троих детей. Умер в Париже 8 мая 1836 года и был похоронен на кладбище Пер-Лашез.

## Воинские звания
- Капитан (1793 год);
- Командир эскадрона (17 апреля 1801 года);
- Полковник (13 января 1806 года);
- Бригадный генерал (21 марта 1809 года);
- Дивизионный генерал (11 апреля 1814 года).

## Награды
Легионер ордена Почётного легиона (14 июня 1804 года)
 Офицер ордена Почётного легиона (14 мая 1807 года)
 Коммандан ордена Почётного легиона (3 апреля 1814 года)
 Кавалер военного ордена Святого Людовика (20 августа 1814 года)

## Титулы
- Барон Ламотт и Империи (фр. baron Lamotte et de l'Empire; декрет от 19 марта 1808 года, патент подтверждён 26 октября 1808 года в Париже)[2].